# Rui Zink
Rui Barreira Zink (Lisboa, 16 de junio de 1961) es un escritor y profesor universitario portugués.

## Biografía
Profesor Auxiliar en la Facultad de Ciencias Sociales y Humanas de la Universidad Nova de Lisboa (desde 1997), se licenció en la misma Universidad en Estudios Portugueses (1984) y realizó el Máster en Cultura y Literatura Popular (con un tesina sobre José Vilhena en 1989) y el doctorado en Literatura Portuguesa (con una tesis sobre cómics en 1997, siendo esta la primera en ser defendida en Portugal sobre este tema). Ha sido igualmente Profesor de Enseñanza secundaria (1983-1987), lector de Lengua Portuguesa en la Universidad de Míchigan (1989-1990) y profesor invitado en la Universidad de Massachusetts, Dartmouth (2009-2010). Está reconocido como uno de los pioneros en  «escritura creativa» en Portugal, no inicio de la década de los 90, primero en la Facultad de Ciencias Sociales y Humanas y después e el Aula do Risco. A fecha de 2017 da seminarios ocasionales en la Escuela de Verano de la FCSH-UNL o en otros países.
Comoescritor, es el autor de varios libros, de entre los cuales, ensayos y ficción, sobresalen las novelas Hotel Lusitano (1987), Apocalipse Nau (1996), O Suplente (1999) e Os Surfistas (2001), y la novela O Anibaleitor (2006).
Ha colaborado también en periódicos y revistas, entre ellos el semanario O Independente (1991) y la revista K (1992). Como traductor, ha traducido obras de Matt Groening, Saul Bellow y Richard Zenith.
Rui Zink recibió el Premio P.E.N. Clube Português por la novela Dádiva Divina (2005), y ha representado a Portugal en eventos como ña Bienal de São Paulo, la Feria del Libro de Tokio o el Edimburgh Book Festival. En 2011, fue monitor de dos seminarios de escritura en El Cairo y, en ese mismo año, invitado por la organización, el escritor portugués representó al Parlamento Europeo de Escritores en Estambul. 
Con António Jorge Gonçalves, creó las novelas gráficas Rei y Arte Suprema.
En 2012 publicó A Instalação do Medo (llevada al teatro en una adaptación de Jorge Listopad), libro segundo de la tetralogia sobre la criss iniciada en 2008 con O Destino Turístico, continuada en 2014 con A Metamorfose y Outras Fermosas Morfoses y concluida en 2015 con la novela Osso.
Libros suyos han sido traducidos al alemán, bengalí, croata, francés, hebreo, inglés, japonés, rumano, serbio y han sido insertos en antologías u otras publicaciones en búlgaro, chino, español, finlandés, húngaro, italiano y ruso.

## Obra

### Ficción
- Hotel Lusitano (novela), 1987 ; 2011
- A realidade agora a cores (cuentos), 1988
- Homens-aranhas (cuentos), 1994
- Apocalipse nau (novela), 1996
- A espera (novela), 1998 ; 2007
- A realidade agora a cores II (cuentos), 1998
- O suplente (romance), 1999 ; 2004
- Os surfistas (romance interactivo), des. de Manuel João Ramos, 2001
- Histórias para ler à sombra (cuentos) (en colaboración con varios), 2003
- Até ao oriente & outros contos para Wenceslau de Moraes (cuentos) (org., verios autores), 2004
- Dádiva divina (romance), 2004 ; 2007
- O bicho da escrita (cuento), 2004
- A palavra mágica (cuentos), 2005
- O Anibaleitor (novela), 2006
- A Espera (novela), 2007
- O destino turístico (romance), 2008
- O amante é sempre o último a saber (romance), 2011
- A instalação do medo (romance), 2012
- A metametamorfose e outas fermosas morfoses (cuentos), 2014
- Osso (novela), 2015

### Cómic
- A arte suprema (novela gráfica), con António Jorge Gonçalves, 1997 ; 2007
- O halo casto (banda desenhada), con Luís Louro, 1999
- Major Alverca (novela gráfica), con Manuel João Ramos, 2003
- Rei (novela gráfica ), con António Jorge Gonçalves, 2007
- O Grupo do Leão, con António Jorge Gonçalves

### Ensayo, crónica
- Literatura gráfica? (ensayo), 1999
- O humor de bolso de José Vilhena (ensayo), 2000
- José Vilhena - obra gráfica (org. y textos), 2002
- Luto pela felicidade dos portugueses (crónicas), 2007
- Os Senhores da Má Língua (diálogo), con Manuel Serrão y Miguel Esteves Cardoso, 2008

### Literatura para niños
- O bébé que não gostava de televisão, con Manuel João Ramos, 2002
- O bébé que não sabia quem era, con Manuel João Ramos, 2002
- O bébé que fez uma birra, con Manuel João Ramos, 2003
- Viagens na minha terra (versión para jóvenes), 2008.
- O Bicho da Sida, con António Jorge Gonçalves, 2009
- Que aventura ser Matilde, con Paula Delecave

## Premios
1. Premio del Festival de Cómic de Amadora, por la novela gráfica A arte suprema (1997), en coautoría con António Jorge Gonçalves.
2. En 2005, Premio PEN Club Português de Novelística por la novela Dádiva divina (2004).
3. En 2009, Premio Ciranda por la novela O destino turístico (2008).
4. El cuento O bicho da escrita fue incluido en la shorlist del Premio Pushcart.